# Chefe de operações navais
O Chefe de Operações Navais ( CNO ) é o chefe profissional da Marinha dos Estados Unidos . O cargo é um cargo estatutário ( 10 U.S.C. § 8033 ) detido por um almirante que é conselheiro militar e adjunto do secretário da Marinha . Em uma capacidade separada como membro do Joint Chiefs of Staff ( 10 U.S.C. § 151 ), o CNO é assessor militar do Conselho de Segurança Nacional, do Conselho de Segurança Interna, do secretário de defesa e do presidente . O atual chefe de operações navais é o almirante Michael M. Gilday .
Apesar do título, o CNO não possui autoridade de comando operacional sobre as forças navais. O CNO é um cargo administrativo sediado no Pentágono e exerce a supervisão das organizações da Marinha como representante do secretário da Marinha. O comando operacional das forças navais recai sobre os comandantes combatentes que se reportam ao secretário de defesa.

## Nomeação, posto e responsabilidades

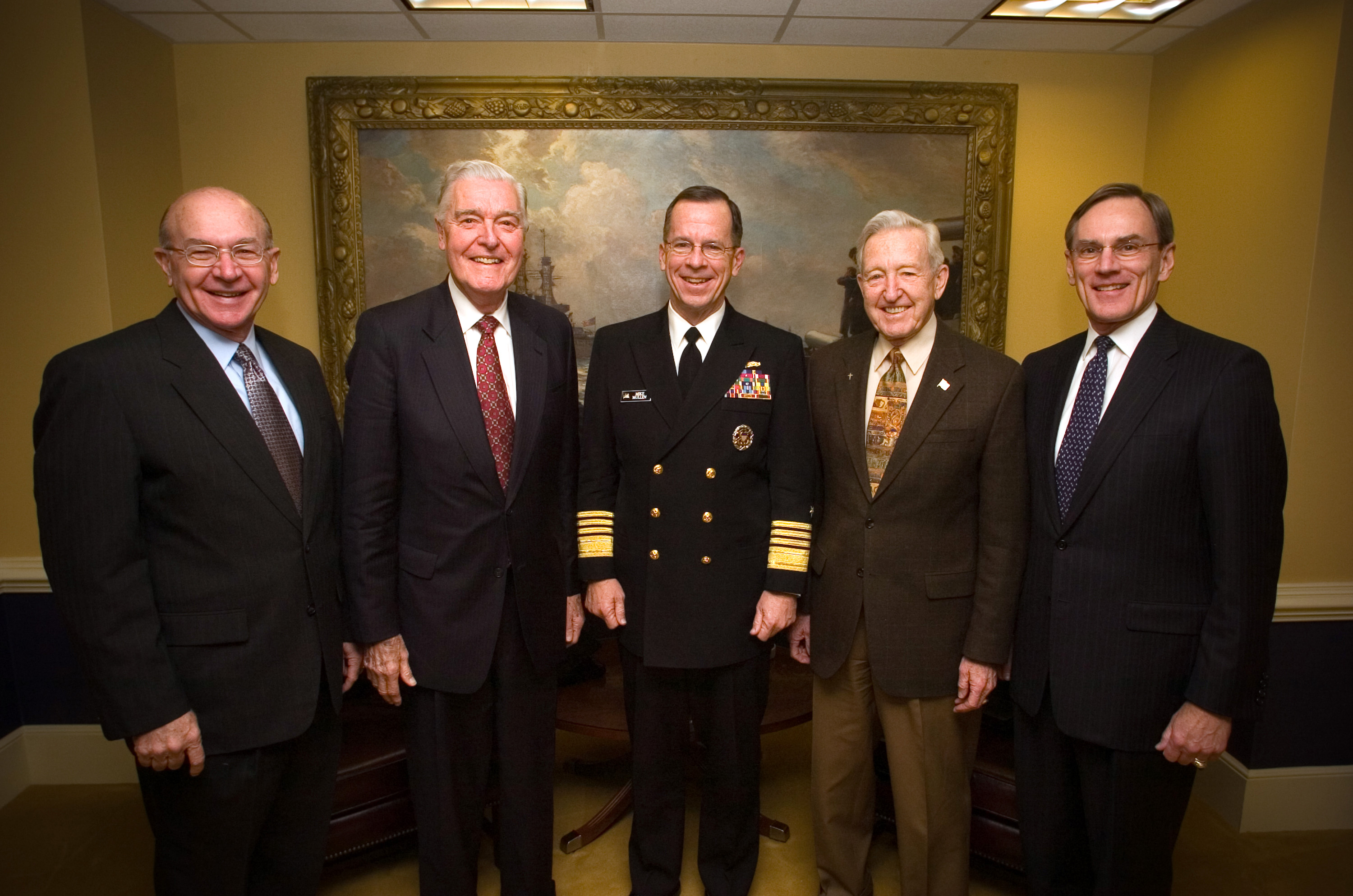
Mullen (CNO em dezembro de 2006) com alguns de seus antecessores: Clark, Watkins, Hayward e Johnson.

O chefe de operações navais (CNO) é normalmente o oficial de mais alta patente na ativa na Marinha dos EUA, a menos que o presidente e/ou o vice-presidente do Joint Chiefs of Staff sejam oficiais navais. O CNO é indicado para indicação do presidente, para mandato de quatro anos, e deve ser homologado pelo Senado . Um requisito para ser Chefe de Operações Navais é ter experiência significativa em atribuições de serviço conjunto, o que inclui pelo menos um turno completo de serviço em uma atribuição de serviço conjunto como oficial de bandeira. No entanto, o presidente pode renunciar a esses requisitos se determinar que a nomeação do oficial é necessária para o interesse nacional. O chefe pode ser renomeado para um mandato adicional, mas apenas em tempos de guerra ou emergência nacional declarada pelo Congresso. Por estatuto, o CNO é nomeado almirante de quatro estrelas.
conforme 10 U.S.C. § 8035, sempre que houver vacância do cargo de chefe de operações navais ou nas ausências ou impedimentos do chefe de operações navais, e salvo determinação contrária do presidente, o vice-chefe de operações navais exercerá as funções de chefe de operações navais até que sucessor for nomeado ou a ausência ou incapacidade cessar.